# Maria de la Queillerie

Portret waarvan is gebleken dat het niet van Maria de la Queillerie kan zijn

Maria de la Queillerie (Rotterdam, 28 oktober 1629 – Malakka, 2 november 1664) was de vrouw van Jan van Riebeeck, stichter van Kaap de Goede Hoop. Maria was een van de eerste hugenoten die zich op Kaapkolonie vestigde.

## Levensloop
Maria de la Queillerie was een dochter van Abraham Quevellerius (de la Queillerie) (1589-1630), Waals predikant te Rotterdam en Maria du Bois (1593-?). Haar grootvader Chrétien van Doornik (1543-?) was eveneens een predikant.
Maria groeide op in Leiden en huwde op 28 maart 1649 in Schiedam met de 29-jarige Jan van Riebeeck, de zoon van een chirurgijn. Het echtpaar woonde aanvankelijk in Rotterdam, een havenstad, die toen slechts 26.000 inwoners kende. Ze hebben ook korte tijd in Amsterdam in de Jordaan gewoond, naar verluidt aan de Egelantiersgracht 98 (in het huis met de Barmhartige Samaritaan in de gevel).

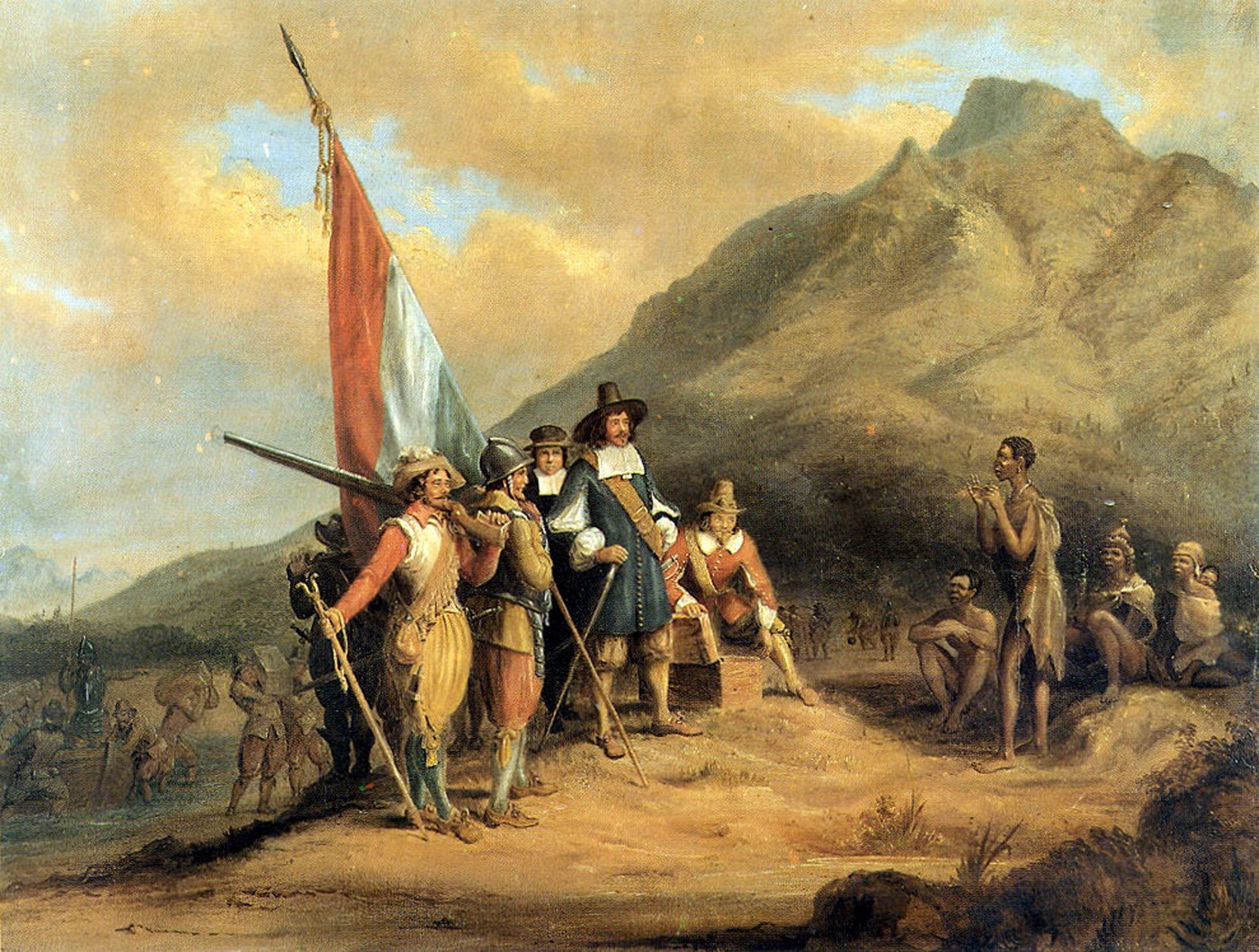
Negentiende-eeuwse impressie van de aankomst van Van Riebeeck

Van Riebeeck was in 1645 in Tonkin, het huidige Vietnam, gestationeerd, maar werd vanwege ongeoorloofde privéhandel overgeplaatst naar Zuid-Afrika om daar een steunpunt voor de VOC te beginnen. Negentig kolonisten, onder wie acht vrouwen, leefden bij aankomst in tenten. Ze legden tuinen aan om fruit en groenten te kweken voor de bemanning van de VOC-schepen. Met behulp van Eva, een Khoikhoi-meisje, dat Nederlands en Portugees leerde, onderhandelden ze met de plaatselijke bevolking over de aankoop van vee. Als bescherming tegen wilde dieren werd een heg van doornige struiken aangelegd rond de nederzetting. In 1659 kon ieder schip dat de baai aandeed van verse levensmiddelen worden voorzien.
Er is weinig persoonlijks over Maria de la Queillerie bekend. In 1661 beschreef de Franse priester Nicolas Étienne, die tien maanden in de Kaapkolonie verbleef, haar als zeer godsdienstig, diplomatiek en erg intelligent. Naar verluidt speelde ze clavicord voor de gasten.
In 1662 werd de Kaapkolonie bewoond door 134 lieden in dienst van de VOC, 35 burgers, 15 vrouwen, 22 kinderen, en 180 slaven. Van Riebeeck droeg het gouverneurschap in dat jaar over aan Zacharias Wagener. De familie reisde via Batavia naar Nederlands-Malakka, Van Riebeecks nieuwe standplaats als gouverneur voor de VOC. Maria van Riebeeck stierf daar op 35-jarige leeftijd aan de pokken. Er is een gedenkplaat voor haar aangebracht in de ruïne van de St. Paul's-kerk in die stad, ter vervanging van haar grafsteen die in 1915 naar Kaapstad werd gebracht.

## Kinderen
Maria en Jan van Riebeeck kregen acht of negen kinderen, van wie de helft op jonge leeftijd overleed. Zoon Abraham van Riebeeck zou gouverneur-generaal over Oost-Indië worden. Zijn zuster Anthonia van Riebeeck (Malakka, 6 november 1663) is in 1678 te Batavia gehuwd met de predikant Melchior Leydecker, die de eerste volledige Bijbelvertaling in het Maleis verzorgde.

## Portret en standbeeld
In de middenberm van de Heerengracht, Kaapstad staat het Standbeeld van Maria de la Queillerie van Dirk Wolbers uit 1952/1954. De Beeldhouwer Dirk Wolbers heeft hiervoor een portret uit het Rijksmuseum gebruikt waarvan werd aangenomen dat het van Maria de la Queillerie was. Ruim 30 jaar later, in 1984/1985, is na grondig onderzoek gebleken dat dit portret niet het hare kan zijn. Het zou van Van Riebeecks tweede vrouw Maria Scipio kunnen zijn, of een andere vrouw uit die tijd.